# NGC 4387
NGC 4387 ist eine elliptische Galaxie im Sternbild Jungfrau auf der Ekliptik. Sie ist schätzungsweise 23 Millionen Lichtjahre von der Milchstraße entfernt.
NGC 4387 wurde am 17. April 1784 von dem deutsch-britischen Astronomen Wilhelm Herschel entdeckt.